# رامحة رخوة
رامحة رخوة (الاسم العلمي:Dovyalis mollis) هي نوع من النباتات تتبع جنس الرامحة من الفصيلة الصفصافية.